# Chlamydotheca flexilis
Chlamydotheca flexilis är en kräftdjursart som först beskrevs av Brady 1862.  Chlamydotheca flexilis ingår i släktet Chlamydotheca och familjen Cyprididae. Inga underarter finns listade i Catalogue of Life.